# Босненски еялет
Босненския еялет или Боснески пашалък е еялет в Османската империя, наследил Босненския санджак като най-западната провинция на империята. Създаден през 1580 г. и до 1699 г. има над 70 хил. кв. км. площ и над 600 хил. население.

## История
Границите на еялета до Карловецкия договор включват и части от Славония, Лика и Далмация, а от 1699 г., т.е. след края на Голямата турска война, съвпадат приблизително с настоящите граници на Босна и Херцеговина.
През ХVІІ век Босненският еялет включва 8 санджака:
- Босненски санджак
- Херцеговински санджак
- Клишки санджак
- Кръчко-лички санджак
- Пакрачки санджак
- Зворнички санджак
- Пожешки санджак
- Бихачки санджак

В началото на ХІХ век еялетът е разделен на 39 капетанлъци, управлявани от аяни, предаващи властта по наследство. Еялетът е определян в историографията като „конфедерация на аяни“, способна да противостои на вътрешни и външни врагове и да предотврати всяко нарушение на баланса на силите.